# Imboden (Arkansas)
Pour les articles homonymes, voir Imboden.
Imboden est une ville située dans le comté de Lawrence, dans l’État de l’Arkansas, aux États-Unis. Sa population s’élève à 1 677 habitants lors du recensement de 2010, elle est estimée à 639 habitants en 2016.

## Histoire
La ville doit son nom au pionnier Benjamin Imboden.

## Démographie
| Groupe          | Imboden | Arkansas | États-Unis |
| --------------- | ------- | -------- | ---------- |
| Blancs          | 97,3    | 77,0     | 72,4       |
| Métis           | 1,3     | 2,0      | 2,9        |
| Afro-Américains | 0,8     | 15,4     | 12,6       |
| Autres          | 0,6     | 5,6      | 12,1       |
| Total           | 100,0   | 100,0    | 100,0      |
|                 |         |          |            |
| Hispaniques     | 1,6     | 6,4      | 16,7       |

Selon l'American Community Survey, pour la période 2011-2015, 96,71 % de la population âgée de plus de 5 ans déclare parler l'anglais à la maison, 2,19 % l’espagnol et 1,10 % l'allemand.
| 1890 | 1900 | 1910 | 1920 | 1930 | 1940 | 1950 | 1960 |
| ---- | ---- | ---- | ---- | ---- | ---- | ---- | ---- |
| 157  | 411  | 600  | 630  | 564  | 525  | 447  | 400  |

| 1970 | 1980 | 1990 | 2000 | 2010 | - | - | - |
| ---- | ---- | ---- | ---- | ---- | - | - | - |
| 496  | 661  | 616  | 684  | 677  | - | - | - |

## Source
- (en) Cet article est partiellement ou en totalité issu de l’article de Wikipédia en anglais intitulé « Imboden, Arkansas » (voir la liste des auteurs).

1. ↑  (en) « Imboden, AR Population - Census 2010 and 2000 », sur censusviewer.com.
2. ↑  (en) « Population of Arkansas - Census 2010 and 2000 », sur censusviewer.com.
3. ↑  (en) « Language spoken at home by ability to speak English for the population 5 years and over », sur factfinder.census.gov (consulté le 20 mars 2017).
4. ↑  « Statistiques des États-Unis - Arizona - Profils des communautés de 2010 » (consulté en novembre 2020)